# 高木龍蔵
高木 龍蔵（龍藏、竜蔵、たかぎ りゅうぞう、1854年11月3日（安政元年9月12日） - 1910年（明治43年）11月26日）は、日本の政治家、衆議院議員（2期）。

## 経歴
広島県出身。和学と漢学を学ぶ。広島県会議員、同議長、尾道市会議員、同議長となる。
1902年の第7回衆議院議員総選挙において尾道市選挙区から立憲政友会公認で立候補したが8票差で落選。1903年の第8回衆議院議員総選挙で再び立候補して初当選。1904年の第9回衆議院議員総選挙では自由党公認で立候補して再選した。1908年の第10回衆議院議員総選挙には不出馬。1910年に死去した。